# 府中市 (広島県)
府中市（ふちゅうし）は、広島県の南東部に位置する市。備後圏域連携中枢都市圏の構成自治体の一つである（福山都市圏も参照）。
「府中」は国府所在地を表す一般名詞で日本各地にある。特に東京都には同一市名の府中市があり、広島県府中市は「備後府中」、東京都府中市は「武蔵府中」と呼ばれることがある。両市は1954年（昭和29年）に1日違いで市制施行しており、2024年（令和6年）に市制施行70周年となったことから両市による相互訪問や共同企画などが行われた。また、広島県内にも安芸郡府中町（安芸府中）が存在する。

## 地理

府中市中心部周辺の空中写真。
2018年7月18日撮影の10枚を合成作成。。

盆地を形成する市域を、一級河川芦田川が貫流する。中心市街地は隣接のかつて同じ芦品郡だった福山市新市町とは完全に連続して集積しており、旧上下町地区は離れている。

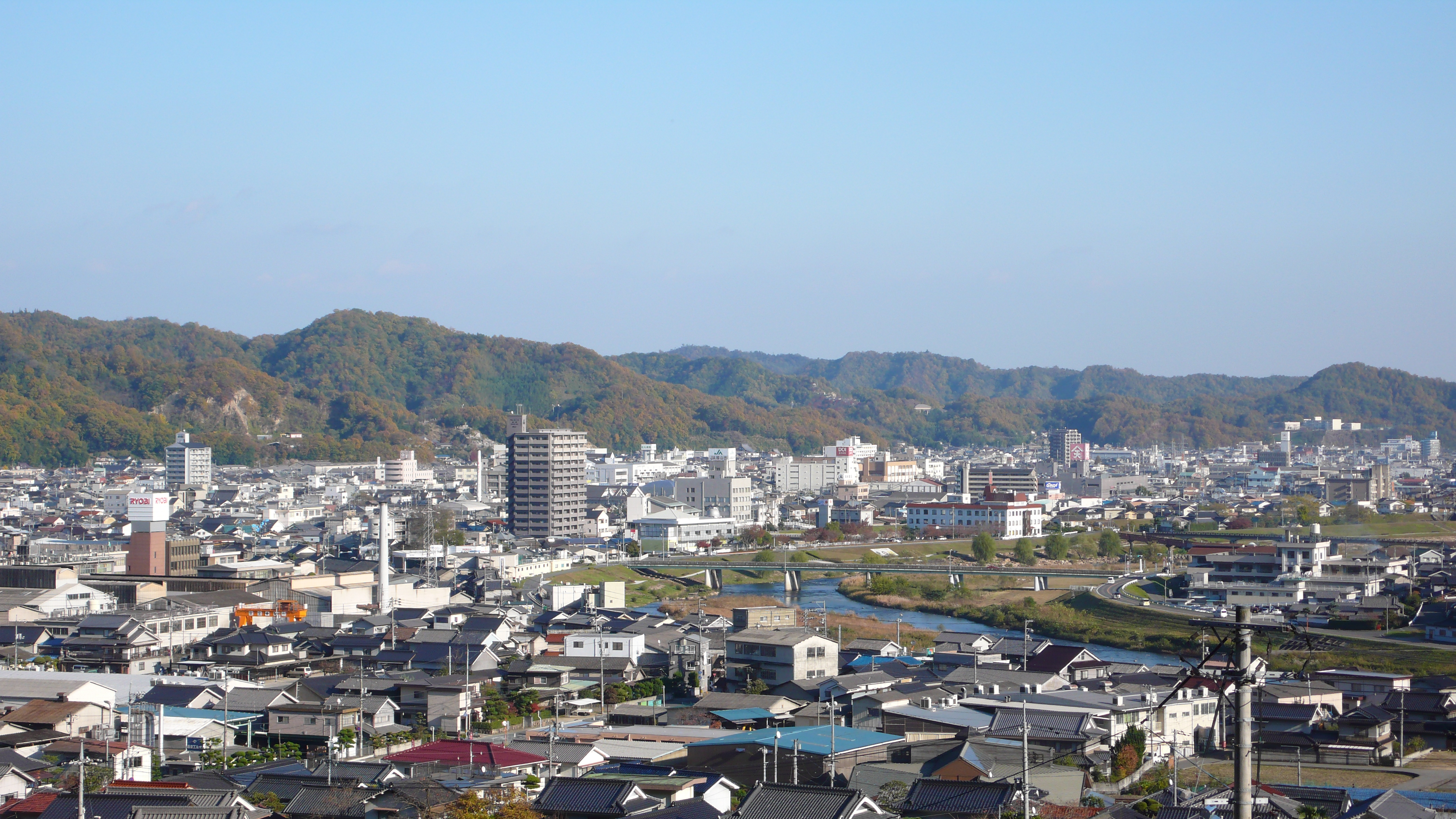
府中市街地

### 町名一覧
- 阿字町（あじちょう）
- 荒谷町（あらたにちょう）
- 鵜飼町（うかいちょう）
- 上山町（うやまちょう）
- 小国町（おぐにちょう）
- 河南町（かなんちょう）
- 河佐町（かわさちょう）
- 木野山町（きのやまちょう）
- 久佐町（くさちょう）
- 栗柄町（くりがらちょう）
- 河面町（こうもちょう）
- 桜が丘（さくらがおか）
- 三郎丸町（さぶろうまるちょう）
- 篠根町（しのねちょう）
- 上下町有福（じょうげちょうありふく）
- 上下町井永（じょうげちょういなが）
- 上下町岡屋（じょうげちょうおがや）
- 上下町小塚（じょうげちょうおづか）
- 上下町国留（じょうげちょうくにどめ）
- 上下町小堀（じょうげちょうこほり）
- 上下町佐倉（じょうげちょうさくら）
- 上下町階見（じょうげちょうしなみ）
- 上下町上下（じょうげちょうじょうげ）
- 上下町深江（じょうげちょうふかえ）
- 上下町二森（じょうげちょうふたもり）
- 上下町松崎（じょうげちょうまつさき）
- 上下町水永（じょうげちょうみずなが）
- 上下町矢多田（じょうげちょうやただ）
- 上下町矢野（じょうげちょうやの）
- 僧殿町（そうどのちょう）
- 高木町（たかぎちょう）
- 父石町（ちいしちょう）
- 出口町（でぐちちょう）
- 斗升町（とますちょう）
- 中須町（なかずちょう）
- 土生町（はぶちょう）
- 広谷町（ひろたにちょう）
- 府川町（ふかわちょう）
- 府中町（ふちゅうちょう）
- 行縢町（むかばきちょう）
- 目崎町（めざきちょう）
- 元町（もとまち）
- 本山町（もとやまちょう）
- 諸毛町（もろけちょう）
- 用土町（ようどちょう）

### 主要な山岳・河川
- 主な山岳 - 岳山（標高738.6m）
- 主な河川 - 一級河川芦田川、阿字川、出口川、音無川、砂川、矢多田川、御調川、上下川

### 気候
| 府中（1991年 - 2020年）（※最高気温記録の7月は2023年）の気候 | 府中（1991年 - 2020年）（※最高気温記録の7月は2023年）の気候 | 府中（1991年 - 2020年）（※最高気温記録の7月は2023年）の気候 | 府中（1991年 - 2020年）（※最高気温記録の7月は2023年）の気候 | 府中（1991年 - 2020年）（※最高気温記録の7月は2023年）の気候 | 府中（1991年 - 2020年）（※最高気温記録の7月は2023年）の気候 | 府中（1991年 - 2020年）（※最高気温記録の7月は2023年）の気候 | 府中（1991年 - 2020年）（※最高気温記録の7月は2023年）の気候 | 府中（1991年 - 2020年）（※最高気温記録の7月は2023年）の気候 | 府中（1991年 - 2020年）（※最高気温記録の7月は2023年）の気候 | 府中（1991年 - 2020年）（※最高気温記録の7月は2023年）の気候 | 府中（1991年 - 2020年）（※最高気温記録の7月は2023年）の気候 | 府中（1991年 - 2020年）（※最高気温記録の7月は2023年）の気候 | 府中（1991年 - 2020年）（※最高気温記録の7月は2023年）の気候 |
| 月                                                          | 1月                                                         | 2月                                                         | 3月                                                         | 4月                                                         | 5月                                                         | 6月                                                         | 7月                                                         | 8月                                                         | 9月                                                         | 10月                                                        | 11月                                                        | 12月                                                        | 年                                                          |
| ----------------------------------------------------------- | ----------------------------------------------------------- | ----------------------------------------------------------- | ----------------------------------------------------------- | ----------------------------------------------------------- | ----------------------------------------------------------- | ----------------------------------------------------------- | ----------------------------------------------------------- | ----------------------------------------------------------- | ----------------------------------------------------------- | ----------------------------------------------------------- | ----------------------------------------------------------- | ----------------------------------------------------------- | ----------------------------------------------------------- |
| 最高気温記録 °C （°F）                                      | 16.5 (61.7)                                                 | 22.2 (72)                                                   | 25.3 (77.5)                                                 | 30.5 (86.9)                                                 | 32.8 (91)                                                   | 36.0 (96.8)                                                 | 38.7 (101.7)                                                | 38.5 (101.3)                                                | 37.6 (99.7)                                                 | 31.9 (89.4)                                                 | 27.9 (82.2)                                                 | 20.7 (69.3)                                                 | 38.7 (101.7)                                                |
| 平均最高気温 °C （°F）                                      | 8.8 (47.8)                                                  | 10.0 (50)                                                   | 13.9 (57)                                                   | 19.8 (67.6)                                                 | 24.7 (76.5)                                                 | 27.5 (81.5)                                                 | 31.2 (88.2)                                                 | 32.9 (91.2)                                                 | 28.7 (83.7)                                                 | 22.9 (73.2)                                                 | 16.8 (62.2)                                                 | 11.1 (52)                                                   | 20.7 (69.3)                                                 |
| 日平均気温 °C （°F）                                        | 3.6 (38.5)                                                  | 4.4 (39.9)                                                  | 7.8 (46)                                                    | 13.3 (55.9)                                                 | 18.3 (64.9)                                                 | 22.1 (71.8)                                                 | 26.1 (79)                                                   | 27.2 (81)                                                   | 23.1 (73.6)                                                 | 17.0 (62.6)                                                 | 10.9 (51.6)                                                 | 5.7 (42.3)                                                  | 15.0 (59)                                                   |
| 平均最低気温 °C （°F）                                      | −0.7 (30.7)                                                 | −0.4 (31.3)                                                 | 2.2 (36)                                                    | 7.2 (45)                                                    | 12.5 (54.5)                                                 | 17.7 (63.9)                                                 | 22.1 (71.8)                                                 | 22.9 (73.2)                                                 | 18.8 (65.8)                                                 | 12.2 (54)                                                   | 5.9 (42.6)                                                  | 1.2 (34.2)                                                  | 10.1 (50.2)                                                 |
| 最低気温記録 °C （°F）                                      | −8.0 (17.6)                                                 | −9.9 (14.2)                                                 | −5.0 (23)                                                   | −2.4 (27.7)                                                 | 1.5 (34.7)                                                  | 9.2 (48.6)                                                  | 13.4 (56.1)                                                 | 14.9 (58.8)                                                 | 6.6 (43.9)                                                  | 0.6 (33.1)                                                  | −1.8 (28.8)                                                 | −6.0 (21.2)                                                 | −9.9 (14.2)                                                 |
| 降水量 mm （inch）                                          | 40.6 (1.598)                                                | 49.5 (1.949)                                                | 88.9 (3.5)                                                  | 100.7 (3.965)                                               | 130.3 (5.13)                                                | 185.1 (7.287)                                               | 210.4 (8.283)                                               | 111.6 (4.394)                                               | 140.6 (5.535)                                               | 93.7 (3.689)                                                | 59.4 (2.339)                                                | 47.1 (1.854)                                                | 1,257.7 (49.516)                                            |
| 平均降水日数 （≥1.0 mm）                                    | 5.8                                                         | 7.6                                                         | 9.5                                                         | 9.4                                                         | 9.3                                                         | 11.2                                                        | 10.5                                                        | 7.5                                                         | 8.7                                                         | 6.9                                                         | 6.4                                                         | 6.8                                                         | 99.5                                                        |
| 平均月間日照時間                                            | 136.4                                                       | 139.4                                                       | 174.3                                                       | 193.3                                                       | 209.4                                                       | 148.5                                                       | 167.0                                                       | 196.5                                                       | 153.4                                                       | 167.5                                                       | 148.3                                                       | 138.2                                                       | 1,984.5                                                     |
| 出典1：Japan Meteorological Agency                          |                                                             |                                                             |                                                             |                                                             |                                                             |                                                             |                                                             |                                                             |                                                             |                                                             |                                                             |                                                             |                                                             |
| 出典2：気象庁                                               |                                                             |                                                             |                                                             |                                                             |                                                             |                                                             |                                                             |                                                             |                                                             |                                                             |                                                             |                                                             |                                                             |

- 2023年7月27日、最高気温が府中市観測史上最高の38.6度を記録[5]。
- 2023年7月28日、最高気温が38.7度を記録し、2日続けて府中市観測史上最高となった[6]。

### 隣接する自治体
- 福山市
- 尾道市
- 神石郡神石高原町
- 世羅郡世羅町
- 庄原市
- 三次市

### 人口
- 慢性的な人口減、高齢化に悩んでおり、1990年代より毎月50人前後の人口減が継続している[7]。2004年には人口約6000人の上下町と合併したが、2018年4月1日には人口が40,007人（前月比106人減）となり[8]、2018年7月には4万人を割り込んだ39,849人となった[9]。2014年には、財政力指数が0.48、および人口減少率が22.5％（昭和60年から平成22年）であり、2014年に市全域が過疎地域の指定を受け過疎地域自立促進特別措置法の対象地区とされている[10]。2014年5月に「日本創成会議・人口減少問題検討分科会」が発表した資料では、将来消滅する可能性が高い都市のひとつに挙げられた。2014年4月1日、財政状況と人口減少率が要件を満たし、上下地区を含めた市全域が過疎地域に指定され、過疎対策事業債を市全域で利用できるようになった。2024年4月には人口が34,876人となった[11]。特に中山間地域では過疎高齢化が急速に進んでおり生活インフラが崩壊した地域も見られる。2024年4月、有識者らで構成される「人口戦略会議」は、府中市を「消滅可能性自治体」の1つとして選定した。2020－2050年の30年間で、市内の20-39歳の女性の人数が57.4％に減少すると予想された。2045年には人口が25344人となると予想されている[12]。

- 府中市において、通勤者の数では、「福山市→府中市」の方が、「府中市→福山市」よりも多い（福山市からの流出超過）。しかし、府中市の通勤者の 10% 以上が福山市に通勤しているのに対し、福山市の通勤者の 10% 以上が府中市に通勤しているわけではないので、府中市は福山都市圏に入ると見なされる（工業都市である都市圏によく見られる例→北九州都市圏）。備後都市圏内で府中市は福山市への通勤通学率が25.1％と最も多く（域内で20％を越えているのは府中市と岡山県笠岡市の21.1％のみである）、福山市への大きな人口の流出が見られる。
- 広島県には、基礎自治体として府中市(当市)と府中町が共に存在するが、府中市よりも府中町の方が人口が多い、という逆転現象が発生している。[13]

| |                                        |  |
| 府中市と全国の年齢別人口分布（2005年） | 府中市の年齢・男女別人口分布（2005年） |  |
| ■紫色 ― 府中市 ■緑色 ― 日本全国 | ■青色 ― 男性 ■赤色 ― 女性              |  |
| 府中市（に相当する地域）の人口の推移 \| 1970年（昭和45年） \| 58,364人 \| \| \| 1975年（昭和50年） \| 57,625人 \| \| \| 1980年（昭和55年） \| 56,209人 \| \| \| 1985年（昭和60年） \| 54,939人 \| \| \| 1990年（平成2年） \| 52,692人 \| \| \| 1995年（平成7年） \| 50,356人 \| \| \| 2000年（平成12年） \| 47,697人 \| \| \| 2005年（平成17年） \| 45,188人 \| \| \| 2010年（平成22年） \| 42,563人 \| \| \| 2015年（平成27年） \| 40,069人 \| \| \| 2020年（令和2年） \| 37,655人 \| \| |                                        |  |
| 総務省統計局 国勢調査より |                                        |  |
| 1970年（昭和45年） | 58,364人                               |  |
| 1975年（昭和50年） | 57,625人                               |  |
| 1980年（昭和55年） | 56,209人                               |  |
| 1985年（昭和60年） | 54,939人                               |  |
| 1990年（平成2年） | 52,692人                               |  |
| 1995年（平成7年） | 50,356人                               |  |
| 2000年（平成12年） | 47,697人                               |  |
| 2005年（平成17年） | 45,188人                               |  |
| 2010年（平成22年） | 42,563人                               |  |
| 2015年（平成27年） | 40,069人                               |  |
| 2020年（令和2年） | 37,655人                               |  |

## 市名

### 語源
府中市の地に、大化の改新以後、律令時代に備後国の国府が置かれたとする説がありそれに由来する。

### 同名自治体
- 東京都府中市（武蔵府中）
- 広島県安芸郡府中町（安芸府中）

同じ名称の市が複数存在する例は、1955年（昭和30年）1月1日に福島県若松市の改称により若松市が一つになってから、2006年（平成18年）1月1日に福島県伊達市が成立し北海道伊達市と同一市名になるまでのあいだは、府中市が全国で唯一であった。
1991年、広島の府中市役所の親善交流団が「同じ名前なので交流しましょう」と東京の府中市役所を訪れた。親善交流を記念し贈ったラジオヘリコプター（ヒロボー製）は東京の府中市役所内で2023年現在も展示されている。東京の府中市との親善交流は、広島の府中市役所の「『竹下内閣1億円ふるさと創生事業』のアイデア募集」に応募した栗柄町在住（当時）の男性の案が採用されたことによる。
東京都府中市が平成21年（2009年）に始めた「国府サミット」の第4回が、平成26年（2014年）に広島県府中市で開かれた。
2024年6月13日、市制70周年を迎え、小野申人市長が東京都の府中市役所を訪れ、高野律雄市長と懇談、両市長が記者会見し、交流促進を表明した。両市はイベントへのブース出展などを通じて交流を深める。

## 歴史

### 府中町成立前

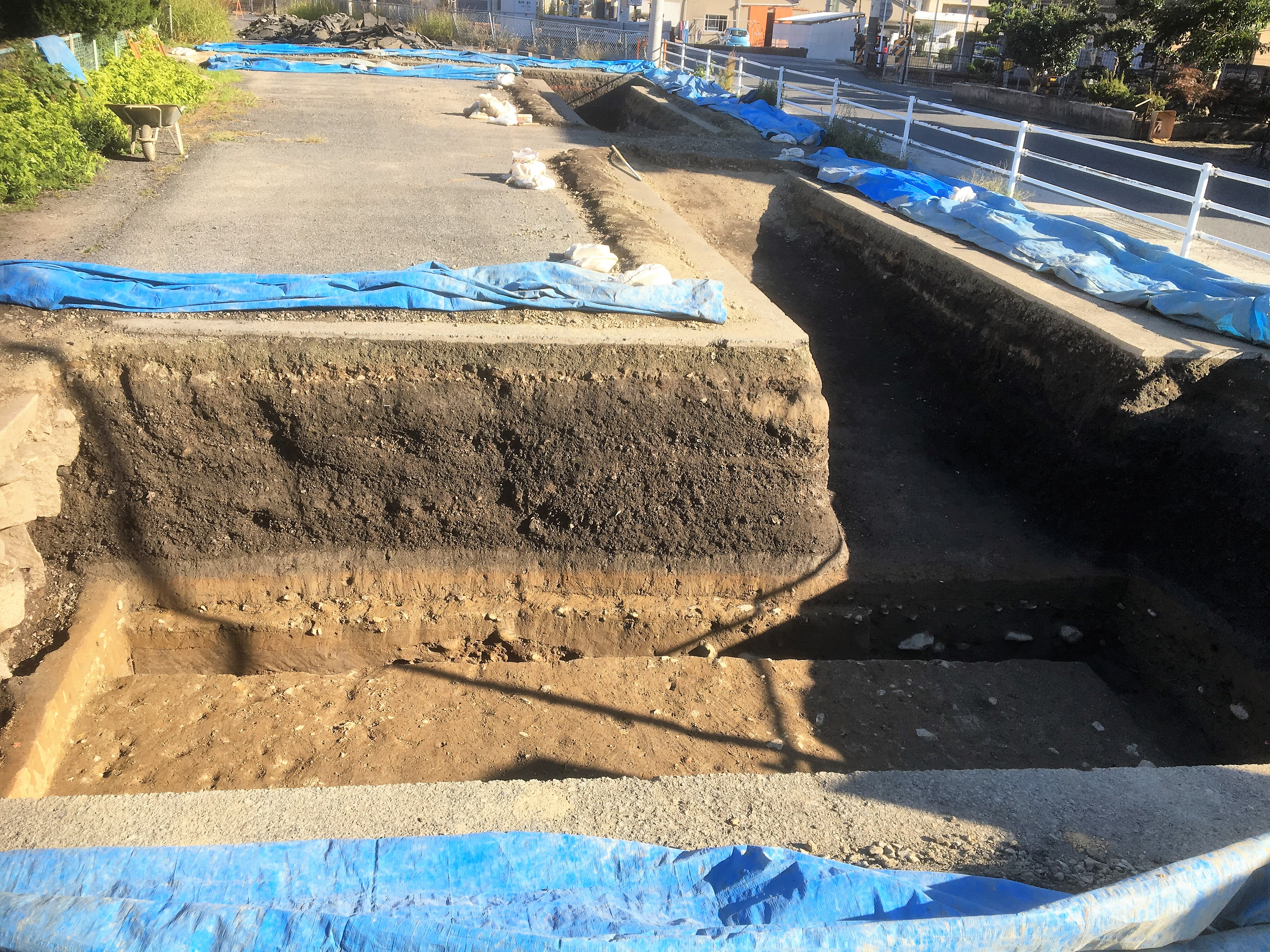
府中市府中町での旧山陽道の発掘作業

- 奈良・平安時代に備後国府が現在の府中市中心部付近に置かれた。
- 1619年（元和5年） : 徳川家康の従兄弟水野勝成が西国鎮衛の役目を命じられ備後国東南部・備中国西南部の十万石に転封　現在の市域のうち旧御調郡を除く地域は備後福山藩領となる。
- 1698年（元禄11年） : 5代藩主水野勝岑の死去により、無嗣除封。この時に旧甲奴郡分は天領となる。天領支配のため上下陣屋が設けられる。
- 1699年（元禄12年） : 松平忠雅が福山に転封。
- 1710年（宝永7年） 
  - 松平忠雅が福山から移封。
  - 阿部正邦が福山に転封。
- 1845年（弘化2年） : 阿部正弘が幕府老中首座に就任。
- 1871年（明治4年）
  - 明治維新・廃藩置県により旧福山藩領と神石郡の一部を持って福山県設立。
  - 福山県から深津県へ名称変更。
- 1872年（明治5年） : 深津県と倉敷県が統合し小田県設立。それに伴い、県庁は笠岡に移転。
- 1875年（明治8年） : 小田県が岡山県へ編入。
- 1876年（明治9年） : 岡山県より旧備後国沼隈、深津、安那、品治、芦田、神石の6郡が広島県に移管。

### 市町村制施行以後
- 1889年（明治22年）4月1日 ：町村制施行し、芦田郡府中市村が成立。郡役所を府中市村に設置。
- 1896年（明治29年）6月3日：府中市村が町制施行と同時に改称して府中町になる。
- 1898年（明治31年）10月1日 : 郡制施行に伴い、所属が芦田郡から芦品郡となり、府中には芦品郡役所が設置される。
- 1914年（大正3年）7月21日 : 両備軽便鉄道（現 : JR福塩線）・両備福山（1935年廃止） - 府中町（現 : 府中）間が開業。
- 1923年（大正12年）4月1日 : 栗生（くりぶ）村土生（はぶ）の一部を編入（現在の府中市土生町の区域）。
- 1925年（大正14年）2月1日 : 芦品郡出口町と合併し、改めて府中町が成立。
- 1927年（昭和2年）6月25日 : 両備軽便鉄道・両備福山 - 府中町間が電化される（中国地方の国鉄線では初の電化）。
- 1938年（昭和13年）7月28日 : JR福塩線が府中 - 上下間の開通をもって全通。
- 1945年（昭和20年）9月17日：枕崎台風による大水害が発生。

### 府中市成立後
- 1954年（昭和29年）3月31日 : 芦品郡府中町及び岩谷村・栗生村・国府村・下川辺村・広谷村が合併し市制施行、府中市となる[17]。
- 1956年（昭和31年）9月30日 : 芦品郡河佐村と御調郡諸田村（大字小国・諸毛）、御調町三郎丸を編入。
- 1963年（昭和36年）文化会館が完成（府中市府中町）[17]。
- 1975年（昭和50年）2月1日 : 芦品郡協和村を編入。
- 1982年（昭和57年）文化センターが完成（府中市府川町）[17]。文化会館は福祉会館となる。
- 1986年（昭和61年）出口川のカドミウム汚染発覚。
- 1988年（昭和63年）羽高湖サン・スポーツランド完成[17]。
- 1992年（平成4年)　河佐峡遊泳設備が完成[17]。
- 1993年（平成5年）4月1日 : 市内を通る主要地方道2路線（広島県道24号福山上下線の一部・広島県道49号府中御調線の全線）が国道486号に昇格する（これにより中国地方全49市〔当時〕に国道が通ることになった）。POM府中こどもの国児童館（リフォーム）が完成。
- 1994年（平成6年）市制40周年を記念し市民歌「夢の来た道」（作詞：岡田冨美子、作曲・歌：小椋佳）を制定。ウッドアリーナ完成。
- 2003年（平成15年）教育センター開設[17]。
- 2004年（平成16年）4月1日 : 甲奴郡上下町を編入[17]。「恋しき」が国の有名文化財に登録[17]。
- 2005年（平成17年）福祉会館（旧・文化会館）を改築して生涯学習センター「TAMスクエア」を開館。
- 2007年（平成19年）上下の白壁の町並みを整備[17]。
- 2008年（平成20年）日本たばこ産業跡地に府中学園が開学。市内の公立小中学校を整理統合。
- 2013年（平成25年）従来の夏祭り「ドレミファフェスティバル」を「備後国府まつり」に改称[17]。
- 2015年（平成27年）3月31日 ：市制60周年・合併10周年を記念し記念歌「府中に夢中！」（作曲：田川ヒロアキ）と「Lofty Tree」の2曲を選定。
- 2016年（平成28年）道の駅びんご府中がオープン[17]。
- 2018年（平成30年）平成30年7月豪雨被災[17]。
- 2022年12月より「ドローンネイティブシティびんご府中」プロジェクトを推進[18][19][20]。
- 2020年（令和2年）　翁座が国の有形文化財に指定[17]。
- 2021年（令和3年）府中天満屋の2階に「いこーれふちゅう」がオープン（第1期）
- 2024年（令和6年）市政70周年「ふちゅう70みんなのプロジェクト」を実施[17]。7月17日、府中天満屋2階「いこーれふちゅう」（第2期）オープン

## 行政

### 市長
- 市長 - 小野申人（2018年5月2日就任[21]、2期目）
- 副市長 - 平野勝与（2023年4月1日着任、任期4年[22]）※前・広島県地域政策局総括官（中山間地域振興）。2023年度から公益財団法人ふくやま芸術文化財団 理事[23][24]。
- 教育長 - 杉本真一[25]（2025年4月1日 - 2027年10月2日）広島県教委西部教育事務所長[25]

歴代市長
| 代   | 氏名     | 就任日        | 退任日        | 備考 |
| ---- | -------- | ------------- | ------------- | ---- |
| 初代 | 宗藤信夫 | 1954年5月12日 | 1958年5月11日 | 1期  |
| 2代  | 北川實夫 | 1958年5月12日 | 1966年5月1日  | 2期  |
| 3代  | 青山春雄 | 1966年5月2日  | 1970年5月1日  | 1期  |
| 4代  | 北川實夫 | 1970年5月2日  | 1982年5月1日  | 3期  |
| 5代  | 浦上秀男 | 1982年5月2日  | 1986年5月1日  | 1期  |
| 6代  | 橘高泰司 | 1986年5月2日  | 2002年5月1日  | 4期  |
| 7代  | 伊藤吉和 | 2002年5月2日  | 2014年5月1日  | 3期  |
| 8代  | 戸成義則 | 2014年5月2日  | 2018年5月1日  | 1期  |
| 9代  | 小野申人 | 2018年5月2日  | 現職（2期目） |      |

### 国の機関
- 法務省広島法務局 府中出張所 →福山支局
- 法務省 府中区検察庁（鵜飼町）
- 府中簡易裁判所（鵜飼町）
- 財務省 府中税務署（鵜飼町→仮庁舎：府川町143-1[28]）現庁舎業務終了日2023年12月8日（金）→仮庁舎業務開始日2023年12月11日（月）[28]
- 厚生労働省 広島社会保険事務局 備後府中事務所（府中町）
- 厚生労働省 広島労働局 府中公共職業安定所（府中町）
- 厚生労働省 広島労働局 府中労働基準監督署 →福山労働基準監督署
- 農林水産省 近畿中国森林管理局 広島森林管理署 府中森林事務所（鵜飼町）
- 農林水産省 近畿中国森林管理局 広島森林管理署 上下森林事務所（上下町）

### 広島県の機関・一部事務組合
- 広島県警察府中警察署（府中市域全域を管轄）
- 広島県備北地域事務所建設局上下支局
- 広島県福山家畜保健衛生所
- 福山地区消防組合消防局　府中消防署・小塚出張所

### 府中市の機関
主な組織 - 2019年（平成31年）4月1日時点
- 危機管理監
- 総務部
- 健康福祉部
- 経済観光部
- 建設部
- 会計課
- 議会事務局
- 選挙管理委員会
- 監査事務局
- 農業委員会
- 教育委員会

## 議会

### 府中市議会
- 定数：19人[29]（加納孝彦市議（現・県議）が辞職した2022年12月より欠員1[30]）
- 任期：2022年5月 - 2026年5月15日[31]

府中市議会の慣例で議長と副議長の任期は2年が通例。
- 議長：本谷宏行（創生会）2024年5月16日 -
- 副議長：田辺稔（経政会）2024年5月16日 -

### 広島県議会
2023年広島県議会議員選挙
- 選挙区：府中市・神石郡選挙区
- 定数：1人
- 告示日：2023年3月31日
- 投票日：2023年4月9日
- 投票率44.16%[32]

| 候補者名 | 当落 | 年齢 | 所属党派   | 新旧別 | 得票数  | 備考                                                                                          |
| -------- | ---- | ---- | ---------- | ------ | ------- | --------------------------------------------------------------------------------------------- |
| 加納孝彦 | 当   | 50   | 無所属     | 新     | 8,730票 | 前・府中市議会議員 前・府中市議会副議長 （※県議任期初日から自由民主党広島県議会議員連盟所属） |
| 山口康治 | 落   | 61   | 自由民主党 | 現     | 7,889票 | 元・府中市議会議員 自由民主党広島県議会議員連盟所属 推薦：公明党                              |

2022年広島県議会議員補欠選挙
- 選挙区：府中市・神石郡選挙区
- 定数：1人
- 任期：2022年3月27日 - 2023年4月29日
- 投票日：2022年3月27日
- 投票率：38.17％[36]

| 候補者名 | 当落 | 年齢 | 所属党派 | 新旧別 | 得票数  | 備考                                |
| -------- | ---- | ---- | -------- | ------ | ------- | ----------------------------------- |
| 山口康治 | 当   | 60   | 無所属   | 新     | 7,616票 | 前・府中市議会議員                  |
| 井上達也 | 落   | 41   | 無所属   | 新     | 6,994票 | NPO法人 ふちゅう大学誘致の会 理事長 |

2019年広島県議会議員選挙
- 選挙区：府中市・神石郡選挙区
- 定数：1人
- 任期：2019年4月30日 - 2023年4月29日
- 投票日：2019年4月7日

| 候補者名 | 当落 | 年齢 | 所属党派   | 新旧別 | 得票数 | 備考                                    |
| -------- | ---- | ---- | ---------- | ------ | ------ | --------------------------------------- |
| 岡崎哲夫 | 当   | 63   | 自由民主党 | 現     | 無投票 | 2022年2月10日に辞職し、政界引退を表明。 |

### 衆議院
- 選挙区：広島6区（三原市の一部、尾道市（旧瀬戸田町域を除く）、府中市、三次市、庄原市、世羅郡、神石郡）
- 任期：2021年10月31日 - 2025年10月30日
- 当日有権者数：294,154人
- 投票率：56.35％

| 当落 | 候補者名 | 年齢 | 所属党派   | 新旧別 | 得票数   | 重複 |
| ---- | -------- | ---- | ---------- | ------ | -------- | ---- |
| 当   | 佐藤公治 | 62   | 立憲民主党 | 前     | 83,796票 | ○    |
| 比当 | 小島敏文 | 71   | 自由民主党 | 前     | 79,158票 | ○    |

## 教育
第7代伊藤吉和市長が導入した小中一貫教育を全市で推進しており、学習指導要領に基づく9年間を見通したカリキュラムを編成している。初等・中等教育機関は、小中一体型2学園（府中学園・府中明郷学園）、小中併用型1学園（府南学園）および小中連携型1学園（上下学園）の4学園体制となっている。

1970年代より、同和団体による教育への過剰な干渉が広島県で問題となった。府中市は福山市や芦品郡、世羅郡などとともに、それらの問題が激かった地区である。国会で問題視され文部省による是正措置が行われた後は解消しつつある。
以下は市内の教育機関のリストである。

### 高等学校
- 広島県立府中高等学校
- 広島県立府中東高等学校
- 広島県立上下高等学校

### 中学校
- 府中市立第一中学校
- 府中市立上下中学校
- 府中市立府中学園

### 小中一貫校（義務教育学校）
- 府中市小中一貫教育をイメージしたオリジナルロゴマークを安藤雅司が手掛けた[40]。
- 市内の全10小中学・義務教育学校に外国語指導助手（ALT）計12人を配置、10校のうち8校では全ての英語の授業にALTが参加する体制を整える[41]。
- 府中市立府中学園
  - 2008年（平成20年）4月、第二中学校とその学区内4小学校（東小学校・西小学校・広谷小学校・岩谷小学校）を統合。日本たばこ産業府中工場跡地に新校舎を設置し、小中一体型の「府中学園 府中市立府中小学校・府中中学校」が開校。2017年（平成29年）に義務教育学校へ移行。
- 府中市立府中明郷学園
  - 2009年（平成21年）4月、第四中学校を第三中学校に、久佐小学校と諸田小学校を明郷小学校にそれぞれ統合。2010年（平成22年）4月、北小学校を明郷小学校に統合。第三中学校と明郷小学校が校名を「府中明郷中学校」「府中明郷小学校」にそれぞれ変更し、小中一体型の「府中明郷学園」となる。2017年（平成29年）に義務教育学校へ移行。

### 小学校
第一中学校区「府南学園」構成校
- 府中市立国府小学校
- 府中市立栗生小学校 - 1873年（明治6年）創立。イメージキャラクター「クリッティー」。
- 府中市立旭小学校
- 府中市立南小学校

上下中学校区「上下学園」構成校
- 府中市立上下北小学校
- 府中市立上下南小学校

### 閉鎖された教育施設

#### 「府中学園」に統合され廃止
- 府中市立東小学校 - 跡地は古府の森スポーツグラウンドとして利用。
- 府中市立西小学校 - 跡地は出口公民館、および、出口スポーツグラウンドとして利用。
- 府中市立広谷小学校 - 跡地は広谷保育所として利用。
- 府中市立岩谷小学校 - 跡地はリョービ・スポーツスクエアとして利用。
- 府中市立第二中学校 - 跡地は府中学園のグランドとして利用。

#### 「府中明郷学園」に統合され廃止
- 府中市立第三中学校 - 跡地は府中明郷学園として利用。
  - 府中市立第四中学校 - 2009年（平成21年）4月1日、府中市立第三中学校に統合。

#### その他
- 府中地区医師会付属准看護学院 - 元・府中農協病院付属看護専門学校。JAの業務縮小方針により府中地区医師会に移管。鵜飼町の医師会館2階に存在したが生徒数の減少により2022年閉鎖。跡地は府中地区医師会府中地域産業保健センターとして利用。
- 広島紡績高等実務学校 - 広島紡績（現在のヒロボー）敷地内に女子寮と共に設立された。
- 北川工業高等学校 - 府中市元町にあった。1974年、府中市立府中東高等学校に移管。

### 大学誘致
- 2016年に設立された「ふちゅう大学誘致の会」が航空技術大学誘致を目指している[42]。

## 保育サービス
- 一時預かり
  - 保育所 5か所 対象年齢：保育所によって違う[43]
  - 府中市子育てステーションちゅちゅ（2023年6月1日より開始）対象年齢：生後6か月～小学校就学前の児童[44]
  - 府中市こどもの国ポムポム さくらほいくえん（2018年4月21日より開始）対象年齢：生後6カ月～小学校就学前の児童[45]
- 休日保育 - 保育所が休所となる日曜や祝日 / 対象年齢：[46]
- 病児保育 - 病児保育室（府中市民病院内）対象年齢：[47]

## 会議所 など
2023年7月13日現在。
- 府中商工会議所（広島県府中市元町445-1 府中商工会議所会館）
  - 会頭：北川祐治（株式会社北川鉄工所 代表取締役会長兼社長）
  - 副会頭：田中芳昭（リョービ株式会社 顧問）
  - 副会頭：岡崎浩二（タカノブ食品株式会社 代表取締役社長）

※ 第2代・4代府中市長北川實夫を輩出。
- 府中青年会議所（広島県府中市元町445-1 府中商工会議所会館2階）
  - 理事長：貝原祥之（カイハラ株式会社）
  - 副理事長：伊豆田浩央（伊豆義株式会社）
  - 副理事長：堀内朗（株式会社北川鉄工所）
  - 副理事長：宮脇亮平（株式会社みやわき建設）

※ 第9代府中市長小野申人を輩出（同会議所第32代理事長）。
- 府中ライオンズクラブ（広島県府中市元町445-1 府中商工会議所会館2階）※スポンサークラブ：福山ライオンズクラブ
  - 府中中央ライオンズクラブ（府中市元町）1982年結成。
    - 会長：橋本昌子（株式会社北川保険センター 代表取締役）
    - ライオンズクラブ国際財団（LCIF）コーディネーター：加藤吉秀
    - 第一副会長：寺延佑介（株式会社寺延組）
    - 第二副会長：宮崎雄示

※ 第27代・第29代府中市議会議長加藤吉秀（同中央ライオンズクラブ前会長）を輩出。
  - 府中明郷ライオンズクラブ（府中市木野山町）1979年11月4日結成。
  - 上下ライオンズクラブ（府中市上下町）1966年4月10日結成。
- 上下町商工会（上下町上下）昭和35年9月20日設立。
  - 会長：山田康視

## 産業
内陸工業都市であり、備後都市圏の一翼を担っている。地場産業としての家具づくりには江戸時代からの伝統があり「府中家具」として知られる。特に府中タンスは桐の高級家具とされている。また、「府中味噌」の産地となっている。他は、リョービ、北川鉄工所、ヒロボーなどが当地を発祥とし当地に本社を置く企業も複数ある。また、青山商事、ハローズ、ジーベックの発祥地であるが、この3社は本社を府中市外に移している。

### 内陸工業都市への発展
府中は福山城下郊外の手工業地域であった。特に綿作・加工が盛んで、市村に福山藩の木綿運上所が置かれていた。明治～大正期にかけ、煙草製造業・織物製造業・染料工業および家具製造業が興隆し、内陸工業都市への発展につながった。
- 煙草製造業 - 煙草栽培が明治前期には府中町・出口町で盛んになり、烟開（えんかい）合名会社・芦田莨（たばこ）株式会社など多くの製造所が設立された。1904年（明治37年）に煙草専売法が公布、翌年の1905年（明治38年）に府中に専売制のもとで専売局府中煙草製造所が設置された。終戦後の1949年（昭和24年）に日本専売公社府中支局となり、1962年（昭和37年）に府中工場と改称された。その後JT府中工場と名称を変えるが2002年に閉鎖される。跡地には新たな雇用や賑わいを創出する目的で民間企業の誘致を試みたが不調に終わり府中学園の敷地として転用された。

- 織物製造業 - 明治中期頃から府中町・新市町の織物業者が、周辺農村の手労働に依存した賃織を行い、農家の副業として受容され盛んになった。明治10年頃から木綿織物を主とした織物製造業が現れ、1885年（明治18年）には府中町に女子工員を雇用した清水織物が設置された。この頃、小規模な織物製造業者が次第に増え、上述の民営煙草とともに当時の府中工業の中核となった。また明治中期からの養蚕指導により産繭量が増加したことに伴い、1915年（大正4年）には機械製糸が始められ、同年に内田製糸工場、翌1916年（大正5年）には出口町に合資会社備後製糸所などが設立された。

- 染料工業 - 1889年（明治22年）に備後藍協同組合が府中で結成された。1914年（大正3年）に勃発した第一次世界大戦の影響でドイツからの輸入頼りであった染料が窮乏をきたした。染料の内国生産化と経済好転とが相俟って染料工業は著しく発展。府中では帝国染料製造会社（現、日本火薬株式会社）町村分工場をはじめ、硫化染料の製造会社が多く設立された。その後、廃液処理の問題で臨海地帯の福山市に移転した。

- 家具工業 - 府中家具の名で知られる。江戸時代後期、内田円三（えんぞう）が大坂で箪笥製造技術を習得し帰郷、その弟子たちによって盛んになったといわれている。

### 基幹産業
製造業が盛んで、特に非鉄金属ダイカスト製品、ミーハナイト鋳鉄製品、府中タンス、ラジコンヘリコプター、プリント配線板用大型真空プレス、テルペン樹脂(接着剤)、桐材取扱等ではシェア全国トップクラスの企業が存在する。また福山市新市町と同様、備後絣から始まる繊維工業も盛んで、ユニフォーム、ワーキング、カジュアルウェアのデザイン開発などを扱う企業も集積している。

#### 機械製造業
- エールリンクス - 国産ドローンメーカー
- 北川精機 - 電子基板製造装置、リフト製造大手（JASDAQ上場）
- 北川鉄工所 - 工作機器・鋳造（東証スタンダード上場）。
- 京セラインダストリアルツールズ - リョービの電動工具事業を承継。2019年（平成31年）4月に本社を福山市に移転[51]。
- ヒロボー - 無線ヘリ製造大手。
- リョービ - ダイカスト製品大手（東証プライム上場）

#### 化学・ゴム製品製造業
- スピングルカンパニー - 1997年（平成9年）4月設立のニチマングループ企業。2002年（平成14年）に国産スニーカー「スピングルムーヴ」誕生。府中市のふるさと納税返礼品に選ばれている[52]。「スピングルムーヴ」ブランド20周年の節目として2024年1月から[53]、レザースニーカー「スピングルムーヴ」、メンズビジネスシューズ「スピングルビズ」の名称を「スピングル」に統一して、ロゴマークも一新し、新しいキャッチコピーは「あしもと、自分らしく」としている[54][55]。
- ニチマン - 1933年（昭和8年）に日満護謨工業株式会社として設立[56]。製靴底用ゴム板の製造に始まり、カジュアルスニーカーや介護向けスニーカーの企画・販売を行っている。
- ヤスハラケミカル - 1947年（昭和22年）創業。テルペン樹脂、化成品、接着剤製造大手（東証2部上場）。

#### 家具・木材製造業
明治中期以降、製造が盛んになったタンスなどの指物、琴、下駄などの制作には桐材が利用され、部材を順にとっていく一種のコンビナートが結成された。
- アイピーシー - 桐箱製造。
- 日本コフィン - 棺桶製造。

#### 医療
JA府中総合病院があったが、JAの経営撤退により2012年より地方独立行政法人府中市病院機構府中市民病院と改称となる。また上下町との合併により、国保上下病院が府中北市民病院に組織変更されているが、医師不足のために単独での診療ができなくなり、府中市民病院と一体で医師の派遣を受けて診療体制を維持している。その府中北市民病院も、精神科の病棟廃止、出産の受け入れ中止、眼科・耳鼻科・小児科・外科・精神科の常勤医の退職など診療体制の縮小が続いている。他にも市内に入院可能な病院が存在するが、2011年に北川病院が組織移譲を経て診療所になるなどして入院可能な医療施設数も減少している。

### その他の産業

#### 遊郭
- 老松遊郭 - 旧老松町（その後の府中町）には最盛期の明治から昭和初期には28軒の妓楼が立ち並び、96人の娼妓が所属した[57]。もともとは地元出身者が多かったが、次第に熊本や福島出身の女性が多くを占めるようになった[57]。娼妓は客が入店した揚屋に派遣されるシステムでだった[57]。建物の多くが老朽化して殆ど残されていない。「府中巴祭り」や花魁道中などの祭りごとが伝承される[58]。

#### 鉱業
- 瀬戸鉱山（岩谷鉱山） - 亜鉛が採掘された。1938年（昭和13年）より開発。1944年（昭和19年）まで操業した。荒谷町。

#### 金融業
内陸部における産業集積地であった府中では、1899年（明治32年）に備後銀行が開業し、芦品郡府中町に本店が置かれた。設立当時の資本金20万円払込準備金5万円のうち半額は上下町側が負担したとされる。その後昭和恐慌の影響を受け、1934年（昭和9年）に藝備銀行（現、広島銀行の前身）に吸収合併され解散した。
- 両備信用組合

## 財政
平成30年度以降、頻発した自然災害への支出や重点事業への積極投資などにより、歳出が歳入を上回る年度が多く、その歳入不足は府中市の財政調整基金で補填する財政運営が続いた。そのため財政調整基金が2026年度には枯渇する見込みとなったため、2024年に「持続可能な財政運営プラン」として、歳出抑制を中心とした施策が開始された。2024年度の予算編成を行う時点の「中期財政見通し」では財政は問題ないと考えられており、2028年度でも9億4400万円の財政調整基金が残るとされていたが、人事院勧告に基づく人件費の増加などを加味して再検討を行ったところ、大幅な歳出過多に陥る見込みと判明したものであった。特に2022-2024年は、市民プールの整備や、府中市文化センターの耐震工事などの高額な出費が続き、一般会計当初予算は2023年度232億3000万円、2024年度260億1000万円と2年連続で過去最高額を更新していた。歳出抑制は、市長を含めた人件費の削減や、府中市ふるさと大使を含めた地域おこし協力隊事業の廃止、医師誘致制度の廃止、府中北市民病院の補修作業の延期、国登録有形文化財の木造芝居小屋「翁座」（上下町）の改修休止、市立湯が丘病院の建て替え延期など260事業の見直しが行われた。

## 桜が丘団地
府中市が府中駅から1.3km北東の丘陵地を30億円をかけて造成し、2001年4月より分譲を開始した全357区画の住宅地。国からの無利子融資などを財源に作られた。当初計画では5年間で過半数の区画を売却する予定であったが、約1年経過した2002年3月時点で契約直前の案件を含めても27区画しか売れず、2009年11月時点でも売れたのは全体の2割程度で、289区画が野ざらしの状態のままであった。府中市および府中市土地開発公社は公費7億6000万円を投入して2010年度より一律35％の値引きを導入することにしたが、市議会で更に踏み込んだ施策を求められ同年12月に値引き率を39％に拡大することを決定した。これにより今後10年間で区画を完売する方針とした。この値下げにより坪単価平均で約17万9000円で販売していた区画を近隣の団地の公示価格を下回る10万円台に値下げした。更に先着100軒限定で太陽光発電システムの導入補助として最大100万円（国補助を含む）を支給した。引っ越し費用の助成も実施された。府中市はこの値引き販売により土地開発公社への無利子融資の差額7億6000万円（35％値引きの場合の試算）の回収を放棄することにした。しかしそれでも販売実績は不振（51.1％　216区画）であったため、2014年12月に土地開発公社は完売目標時期を4年間先送りし2023年度末を目指すことになった。毎年度の販売計画に未達だった場合の返済不足額は、府中市が一般会計から充当するように定められた。その後も年間21-22区画とした目標販売数は一度の達成されず、府中市は毎年1400-7600万円を補填した。2018年度は年間目標販売区画の1/3の8区画に留まり、9500万円を府中市が補填した。2019年には、住宅建築会社に1棟あたり600万円の補助金を実施し3棟分を支給したが、その後も低調な販売実績が続き完売には至っておらず、府中市の負の遺産となっている。

## ドローン
府中市は2022年12月より「ドローンネイティブシティ」プロジェクトを始動し、ドローンの産業、人材、研究機関などが集まる「ドローンのまち」を目指した。2018年6月11日、北川鉄工所とヒロボーが共同出資し、産業用ドローン（小型無人機）を開発・製造・販売する、株式会社AileLinX（元町）が設立された。2019年から「ふちゅう大学誘致の会」と広島県ドローン協会が協力し、広島県立府中東高校でドローン操作の授業を開始そた。府中東高校周辺は広島県内でもドローンを飛ばせる数少ないエリアである。道の駅びんご府中の交流テラス内にファブスペース「DDD.labo」（3Dプリンター/ドローン）が開設され、土・日・祝：10:00-17:00に活動している。
2024年には、900年以上の歴史がある救護山釈迦院（土生町）の住職がドローン操縦士であることから、釈迦院の本堂をドローンフェスの会場の1つに選定したマイクロドローンレースが開催された。また、釈迦院はドローンレースを行った世界初の寺院となった。市内のツシマエレクトリックでは、広島県初の「ドローン教習所」として、ドローン教習所 ツシマエレクトリック校を設立し、基礎技能講習・応用技能講習を学ぶことができる。また、同校教官が広島県ドローン協会理事を務めている。2024年、府中市は財政難によりドローンを活用したまちづくりの推進を取りやめた。
2025年3月2日（日）10：00～16：00（受付9：00～）、釈迦院 無人航空祭 第5回 ドローンレース（マイクロドローンレース）開催予定。

## 交通

### 空港（最寄）
- 広島空港 - 道の駅びんご府中から広島空港はバスで往復することができる。道の駅びんご府中から「リードライナー」で高坂バスストップ（高坂パーキングエリアに併設）まで、そこから広島空港までは「福山リムジンバス」に乗り換える。

### 鉄道
西日本旅客鉄道（JR西日本）
- 福塩線

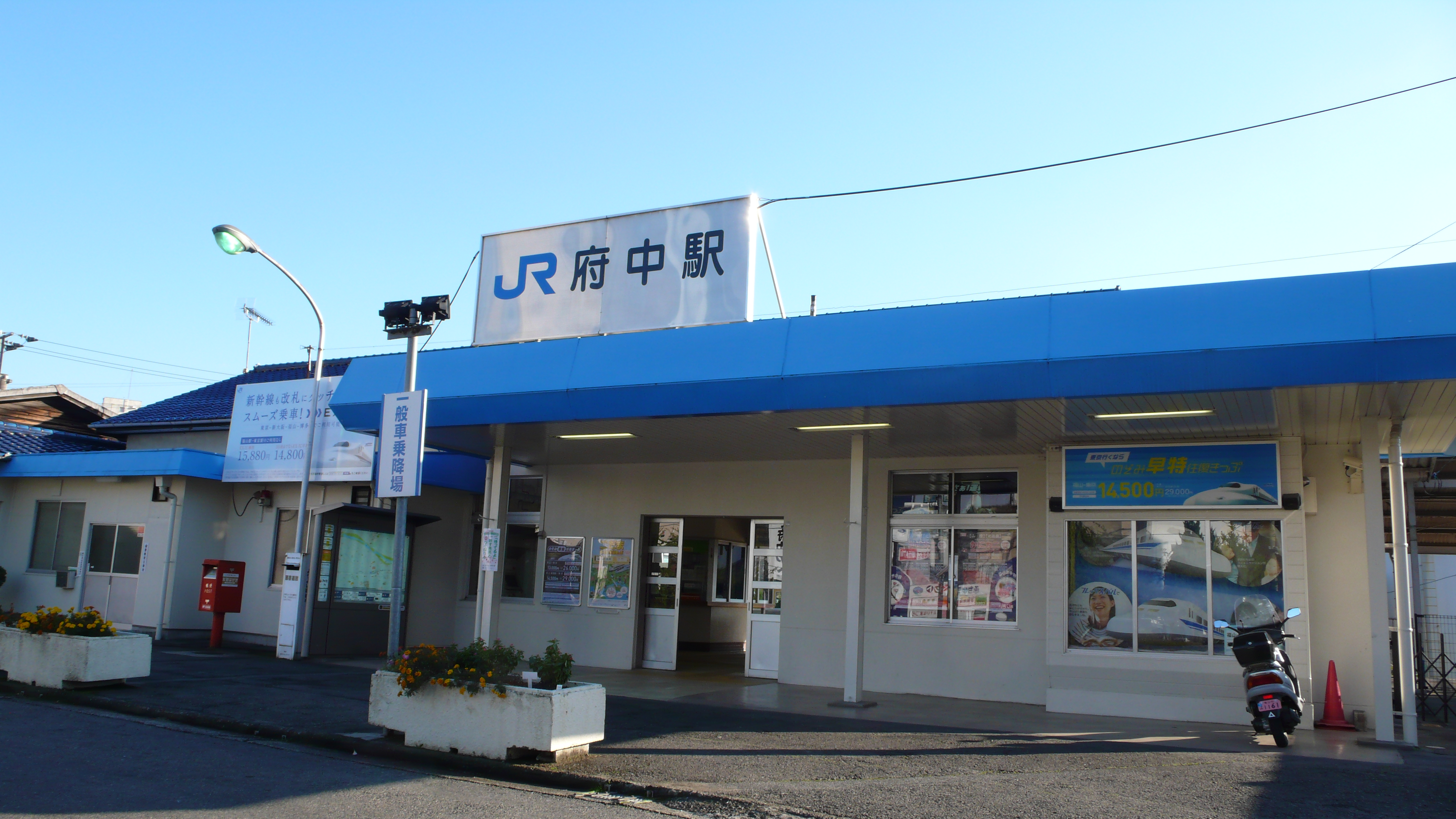
府中駅

  - 高木駅 - 鵜飼駅 - 府中駅 - 下川辺駅 - 中畑駅 - 河佐駅 - （世羅町） - 備後矢野駅 - 上下駅
- 中心となる駅：府中駅

### 路線バス

#### 市内・近郊路線
- 中国バス　
  - 目崎車庫 - 木ノ山 - 上下
  - 金丸車庫 - 新市 - 府中 - 目崎車庫 - 市 - 如水館線
  - （市内線）諸毛線・栗生線・本山団地（金丸）線・南宮台団地線・府中市循環線
  - （上下駅）高蓋線・呉ヶ峠線・太郎丸線　※平成29年9月30日運行をもって路線廃止 → 「おたっしゃ号」
  - 府中ぐるっとバス（府中市循環バス） - 府中市役所発着（右まわり便、左まわり便）
  - 上下町 デマンド型乗合タクシー「おたっしゃ号」（※利用にはあらかじめ登録申請を、上下支所、または、まちづくり課に必要）[81]

#### 都市間高速路線
- エトワールセト号（新宿） : 小田急ハイウェイバス・中国バス ※運休中の場合あり
- びんごライナー（大阪市） : 近鉄バス・中国バス
- 神戸ライナー（神戸市） : 中国バス ※運休中の場合あり
- リードライナー（広島市 / 広島空港行に連絡） : 広島交通・中国バス
- ピースライナー（上下・矢野温泉エリアと広島市を結ぶ） : 広島交通・中国バス

### 主な宿泊施設
- 府中第一ホテル（元町）府中市唯一のビジネスホテル。
- 富士旅館（府中町）
- 石川旅館（府中町）
- 大吉旅館（府中町）
- HOTEL KinKi（高木町）閉店。
- あらき旅館（上下町上下）
- 寿旅館（上下町上下）
- 土田旅館（上下町上下）
- 自然の森 M．G．ユースホステル（上下町矢野）
- 泊まれる町 家天領上下（上下町上下）1部屋貸のゲストハウス。1棟貸も可。

### 銭湯
- 寿温泉（府中町）2023年廃業[82]。
- 松乃湯[83]（府中町）府中市で唯一の銭湯となった。
- 稲荷湯（府中町）平成30年12月廃業。

### 道路

#### 高速道路
- 高速道路は市内を通っておらず、市内中心部からの最寄は広島県道48号府中松永線経由で山陽自動車道の福山西IC・三原久井ICまたは尾道自動車道の尾道北ICとなる。上下町中心部からは尾道道世羅IC・甲奴ICの利便性が高い。

#### 一般国道
- 国道432号（広島県竹原市 〜 島根県松江市）
- 国道486号（岡山県総社市 〜 広島県東広島市） - 福山市側より4車線化およびバイパス化が計画され、用地買収と工事が進んでいる[84]。

#### 県道
- 広島県道24号府中上下線
- 広島県道25号三原東城線
- 広島県道26号新市七曲西城線
- 広島県道27号吉舎油木線
- 広島県道48号府中松永線
- 広島県道56号府中世羅三和線
- 広島県道218号府中停車場線
- 広島県道383号篠根高尾線
- 広島県道384号下川辺尾道線
- 広島県道388号木野山府中線
- 広島県道398号新山府中線
- 広島県道399号金丸府中線
- 広島県道402号金丸市場線
- 広島県道403号別迫上下線
- 広島県道417号小畠荒谷線
- 広島県道420号木頃井永線
- 広島県道421号矢多田阿字線
- 広島県道427号宇賀矢野線

### 橋梁

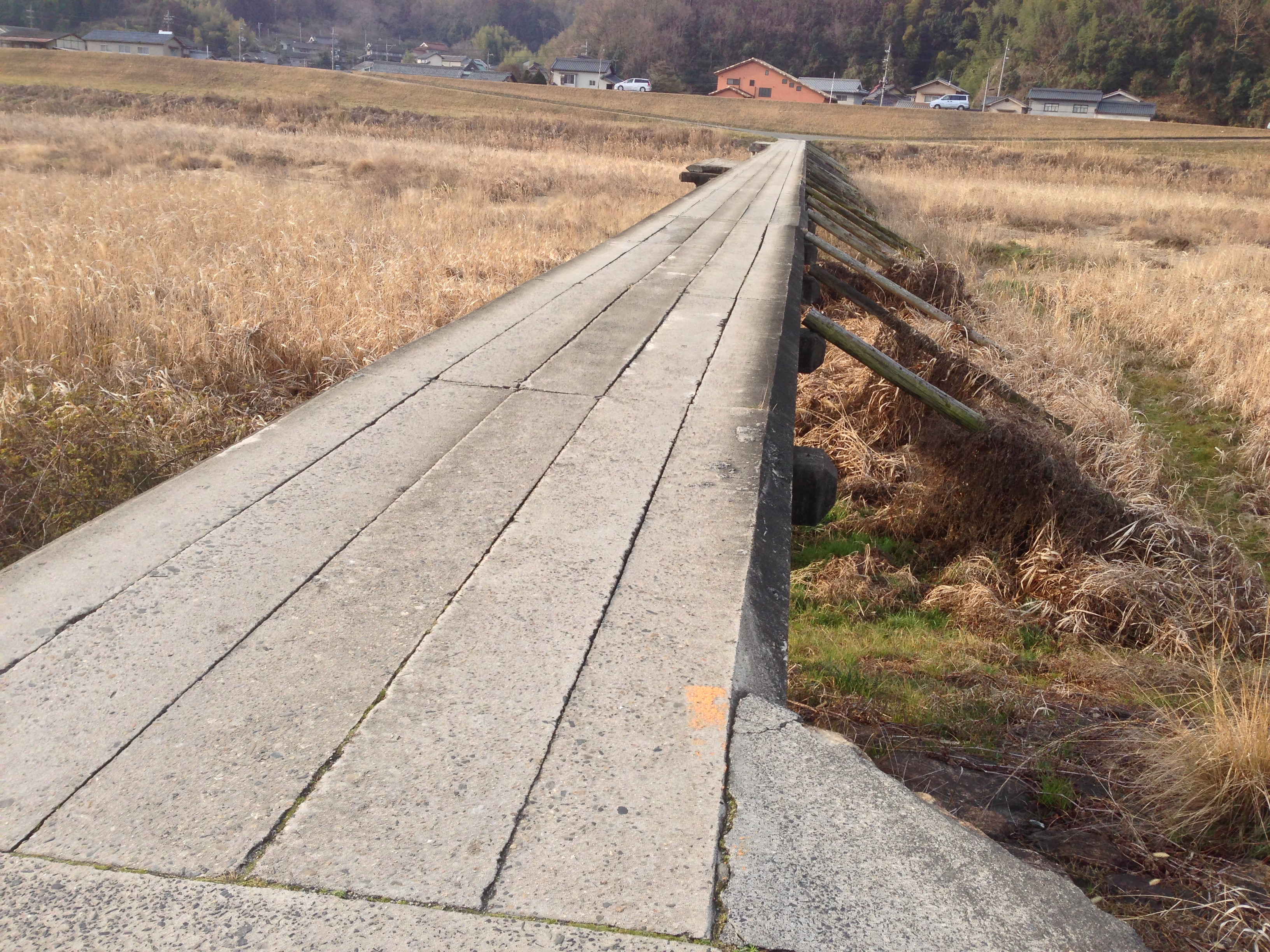
広島県府中市に存在する大型コンクリートパネルを使用した沈下橋・鴫谷橋（1955年架設）。芦田川中流域である府中市父石町から福山市御幸町中津原にかけて、かつてこのような沈下橋が計8橋存在していたが、平成30年7月豪雨により鴫谷橋を含む7橋が流失。

高度経済成長期からバブル期、特に1970年中頃から1980年中頃に多くの橋梁が建設された。市内を流れる芦田川には幅の狭い橋や老朽化した橋が多く、特に交通事故の多発する扇橋の架け替え工事は府中南北道路の整備とともに、至急の課題とされている。市内には沈下橋が2橋あったが、2018年（平成30年）西日本豪雨により損壊し通行できなくなった落合大橋（父石町）と鴫谷橋（栗柄町・中須町）の沈下橋2橋について、府中市は2020年度以降撤去する方針を固め、。2022年度に落合大橋を撤去した。

#### 主な橋梁
- 新大渡橋 - 国道486号が通る。
- 上前原橋 - 1994年（平成6年）架設。橋長103.0メートルの鋼橋。下流の府中新橋までの区間（芦田川右岸線）は国道486号のバイパス機能を果たしている。
- 前原橋 - 2024年11月18日、撤去のため通行止め。同日、前原大橋、開通。
- 備後嵐山跨線橋 - 1990年（平成2年）架設。橋長182.0メートルの鋼橋。
- 府中新橋 - 1960年（昭和35年）架設。橋長150.5メートルのRC橋。
- 府中大橋 - 1956年（昭和31年）架設。橋長138.2メートルのRC橋。
- 府川新橋 - 1973年（昭和48年）架設。橋長137.2メートルの鋼橋。
- 用土橋 - 1970年（昭和45年）架設。橋長131.6メートルの鋼橋。
- 扇橋 - 広島県道48号府中松永線が通り、「府中南北道路」を構成。広島県の道路事業「主要地方道 府中松永線 高木工区」の工区であり、100メートルほど下流に新扇橋を2025年度開通予定で建設中[88]。
- 中須大橋 -  1979年（昭和54年）架設。北側（砂川）の第1橋は橋長28.7メートルの鋼橋、南側（芦田川）の第2橋は橋長132.0メートルの鋼橋。

## 主な公共施設

### 市役所・支所
- 府中市役所（府川町) - かつて最上階に展望食堂が設置され、市民も利用できたが閉業している。
- 府中市役所上下支所（上下町上下）

### 保健・医療施設
- 府中市保健福祉総合センター（リ・フレ）（広谷町）
- 府中市民病院（鵜飼町）
- 上下保健センター（上下町上下）
- 府中北市民病院（上下町上下）
- 府中市立湯が丘病院（上下町矢野）精神科単科病院

### 教育施設（学校除く）
- 府中市教育センター（元町）元・府中市役所。
- 府中市生涯学習センター（TAM[89]）（府中町）福祉会館（旧・文化会館）を改築。

### スポーツ・研修施設
- TTCアリーナ[90]（府中市立総合体育館）（旧愛称：ウッドアリーナ）（土生町）
- 府中市B&G海洋センター（土生町）
- 府中市勤労青少年体育センター（南の丘体育館）（土生町）
- 府中市勤労青少年ホーム（キャンプ in ふちゅう）（用土町）
- 府中市月見が丘公園体育施設（本山町）体育館/グランド/屋外プール
- 府中市府中公園グラウンド（出口町）
- 府中市桜が丘グラウンド（桜が丘）
- 府中市鵜飼ランド公園グラウンド（鵜飼町）
- 府中市中須グラウンド（中須町）
- 府中市中須公園旭グラウンド（中須町）
- 府中市武道場（中須町）
- 府中市阿字スポーツグラウンド（阿字町）
- 府中市木野山スポーツグラウンド（木野山町）
- 府中市協和北グラウンド（行縢町）
- 上下運動公園（上下町上下）2023年4月、人工芝グラウンド完成。JFAロングパイル人工芝公認ピッチ[91]。
- 清岳多目的広場（上下町水永）
- 階見多目的広場（上下町階見）
- 吉野多目的広場（上下町小堀）
- 上下ゲートボール場（上下町上下）
- 上下格闘場（上下町上下）

### 文化施設・図書館
- ジーベックホール[92][93]（府中市文化センター）（府川町）
- 府中市立図書館（府中町）
- 府中市立図書館 上下分室（上下町上下）
- 府中市歴史民俗資料館（土生町）
- 河面谷民俗資料館（河面町）
- 府中市上下歴史文化資料館（上下町上下）

### 子育て支援施設等
- 府中市子育て支援センター（鵜飼町）
- 広島県府中市児童館 府中市こどもの国ポムポム（土生町）
- 子育てステーションちゅちゅ（府川町 府中天満屋2階 i-coreFUCHU）
- 上下地域子育て支援センター（上下町上下）
- 子育てステーションふらっと上下（上下町 上下地域共生交流センター）

### 斎場
- 府中・新市斎場「やすらぎ苑」（広谷町）
- 上下斎場「翁苑」（上下町）

### ゴミ処理施設等
- 府中市クリーンセンター（鵜飼町）
- 府中市環境センター（中須町）
- 府中市埋立センター（諸毛町）
- 府中市北部クリーンステーション（上下町水永）

### その他
- 府中市学校給食センター（桜が丘）

### 公共施設Wi-Fiスポット
- i-coreFUCHU内エリア（府中天満屋2階）5G（NTTdocomo）、高速フリーWi-Fi（Wi-Fi6）※席のコンセント利用無料
- 道の駅びんご府中（府川町）広島フリーWi-Fi
- キテラスふちゅう（府中市地域交流センター）（府中町）広島フリーWi-Fi
- 府中市立図書館（府中町）館内フリーWi-Fi 5G/2.4G
- 府中市こどもの国ポムポム（土生町）中高生のためのフリーWi-Fi

上下エリア
- 上下歴史文化資料館（上下町上下）広島フリーWi-Fi
- ふらっと上下（上下地域共生交流センター）（上下町上下）フリーWi-fi。

## ケーブルテレビ
- 株式会社ケーブル・ジョイ（元町）
府中市議会（定例会、臨時会）を放送している。インターネット接続サービスも提供している。
  - 対象エリア
    - 府中市（本山町、出口町、目崎町、府中町、元町、府川町、鵜飼町、広谷町、高木町、中須町、土生町、用土町、栗柄町のほぼ全域）
    - 福山市新市町（新市、宮内、戸手、下安井、上安井、常、金丸のほぼ全域、相方の一部）
    - 神石高原町（全域）

## ネーミングライツ
|   | 施設名                       | 愛称             | ネーミングライツパートナー                 | 開始日           |
| - | ---------------------------- | ---------------- | ------------------------------------------ | ---------------- |
| 1 | 府中市総合体育館             | TTCアリーナ      | 株式会社太陽都市クリーナー                 | 2022年4月1日から |
| 2 | 府中市児童会館 こどもの国POM | ポムポム         | シダックス大新東ヒューマンサービス株式会社 | 2022年4月1日から |
| 3 | 府中市文化センター           | ジーベックホール | 株式会社ジーベック                         | 2023年6月1日から |

## 名所・旧跡・観光スポット・祭事・催事

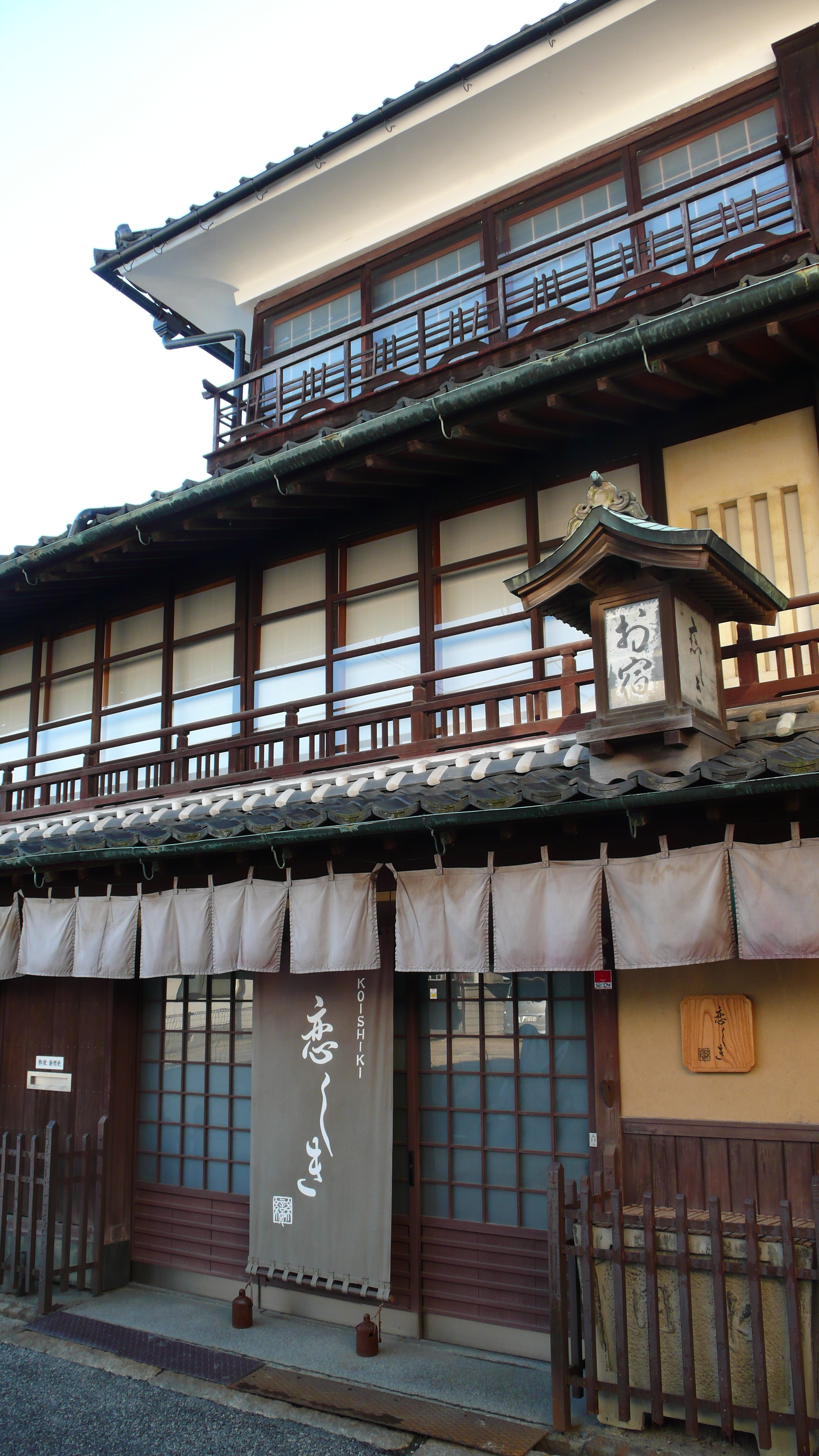
恋しき

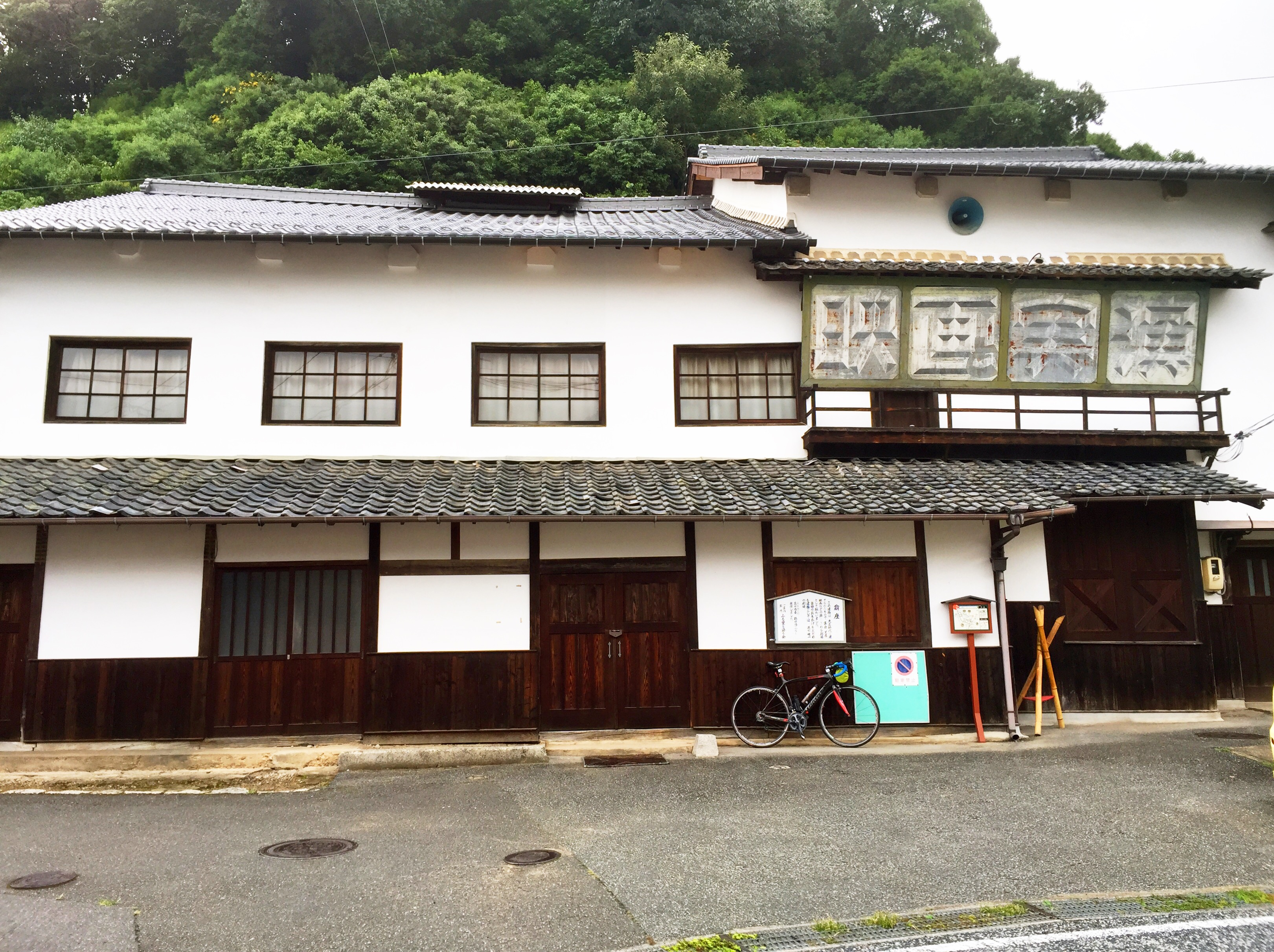
上下町の木造芝居小屋の翁座

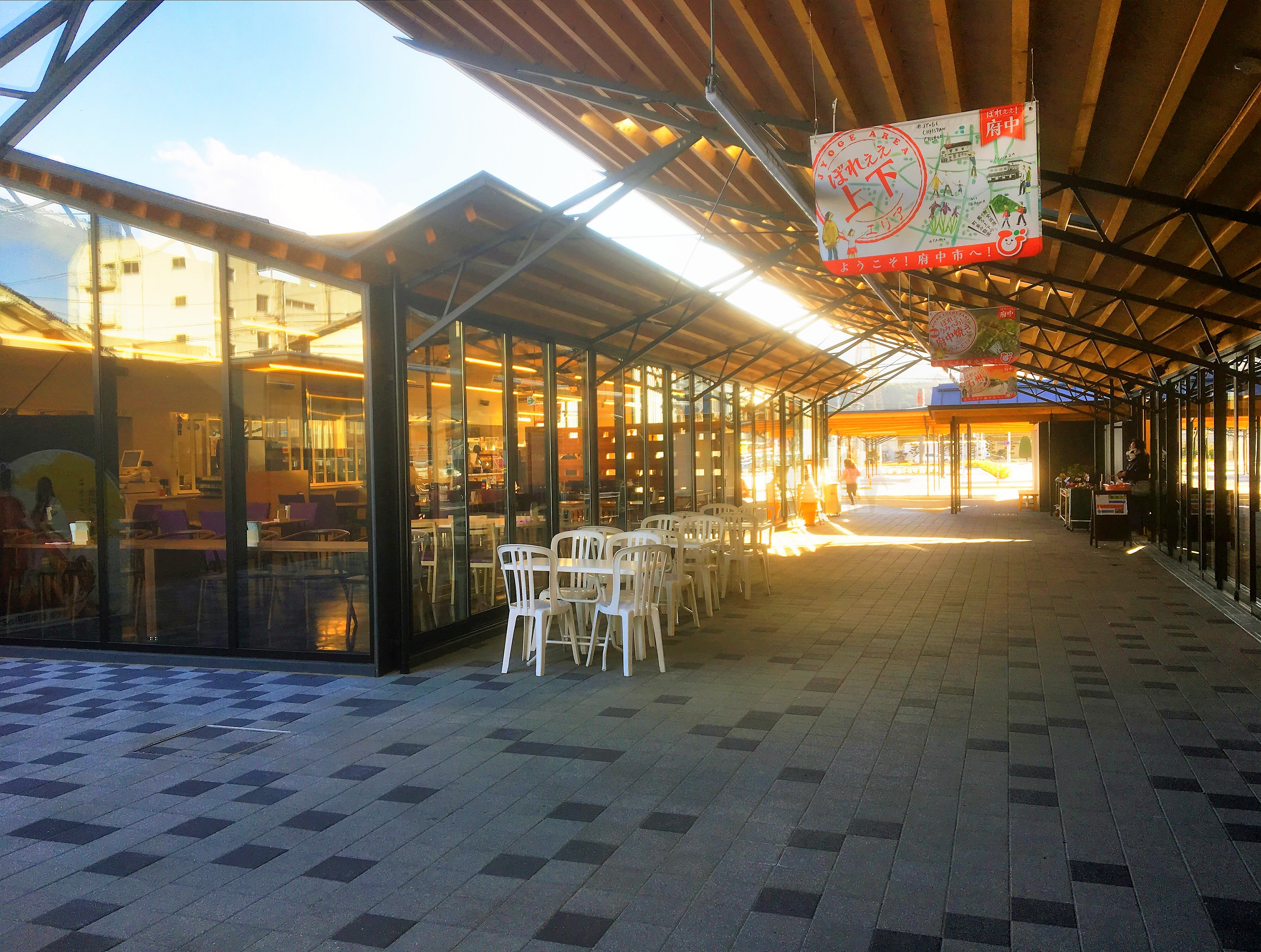
道の駅びんご府中

### 名所

#### 府中エリア
- 安楽寺（目崎町） - 参道・境内におよそ3000本のサツキが植えられ、別名「さつき寺」とも呼ばる。
- オオムラサキの里（僧殿町） - 国蝶オオムラサキを飼育。毎年7月第1日曜日には放蝶会を開催。
- 河佐峡（諸毛町） - 芦田川上流、八田原ダム（芦田湖）のふもとにある峡谷。
- 甘南備神社（出口町） - 三室山山麓に鎮座する神社。延喜式内社で、祭神は事代主命と大国主命。社伝によると、和同年間（708年～715年）に当地で悪疫が流行した際、出雲より勧進したと伝わっている[94]。
- 首無地蔵（出口町）
- 恋しき（府中町） - 国の登録有形文化財。1872年（明治5年）創業の旅館で、その後の増改築により独特の外観を持つようになり、府中のシンボル的建物となった。揮毫を残した犬養毅のほか、岸信介、吉川英治、井伏鱒二等が宿泊した。近年、改修が施され、お土産・喫茶・庭園公開等の複合的施設として利用する試みが行われた[95]。
- 三郎の滝（三郎丸町） - 滝滑り。
- 十輪院（鵜飼町） - 厄除大師。境内には「珀明洞」と呼ばれる全長約100mの洞窟があり、33体の観音像を安置。
- 神宮寺（栗柄町） - 南宮神社の別当寺。別名「あじさい寺」とも呼ばれる[96]。
- 青目寺（本山町）
- 石州街道出口通りの町並み・銀山通り - 石見銀山に向かう街道の出口にあたる甘南備神社の門前町。
- 日本一の石灯籠 （府中町）- 1841年（天保12年）に完成した地上総高9メートル、笠石面積約4畳半の巨大な石灯籠。
- 七ツ池（本山町） - 亀ヶ岳山頂一帯にある七つの池。付近には青目寺の遺構が点在し、また「大蛇伝説」[注 3]でも有名。
- 延藤家住宅（出口町） - 国の登録有形文化財（建造物）。1931年（昭和6年）に別荘として建築。木造建築で、和館部（洞仙荘）とその玄関脇に建つ応接用の洋館部から成る[97]。
- 羽高湖（諸毛町） - 野外ステージやテニスコート、キャンプ場を備えた羽高湖森林公園がある。
- 備後国府 - 遺跡はすべて埋め戻されており、出土品は資料館に収蔵されている。
- 府中公園（出口町） - 鯉や鴨がいる。東京都府中市から贈られた大賀ハスがある。
- 道の駅びんご府中（府川町） - 2016年10月22日開駅。
- 広島県府中市児童館 府中市こどもの国 ポムポム こどもの広場「ふちゅうの木」（土生町） - 2022年5月開設。
- 夢吊橋（右岸：諸毛町） - 世界一の吊橋。

#### 上下エリア
- 白壁のにあうロマンの町並み（正式名称）
- 矢野温泉 - 国民保養温泉地。主要施設は2016年（平成28年）12月閉鎖。
- 矢野の岩海
- 翁座 - 大正時代に建設された木造芝居小屋。2020年（令和2年）に国の登録有形文化財に登録[98]。
2024年10月に歌舞伎公演開催予定で、六代目中村勘九郎や二代目中村七之助が出演予定[99]。

### 博物館・展示場
- 府中市歴史民俗資料館（土生町） - 建物は旧芦品郡役所を移築して利用。
- 府中家具木工資料館（中須町） - 1996年開館、2018年5月31日閉館。
- スカイボーイギャラリー（桜が丘） - ヒロボー工場に併設、休館中。

### 催し
- 十輪院 火渡り秘法（鵜飼町） - 毎年2月。
- 天領上下ひなまつり（上下町） - 毎年2月～3月。
- 石州街道出口通りひなまつり（出口町） - 例年3月。
- 府中市花祭り（府中町→出口町） - 毎年4月8日の前後。
- 安楽寺さつき祭り（目崎町） - 毎年5月。
- 首無地蔵 春の大祭（出口町） - 毎年5月。
- 府中☆産業博 - 5月にTTCアリーナ（府中市立総合体育館）で開催される、地場産品の展示・実演・即売会などのイベント。かつては「府中産業メッセ」と呼ばれていた。隔年開催で2019年は開催された。☆はキラリと読む。
- カヌー教室（芦田川、主催：府中市B＆G海洋センター） - 毎年5月。
- ほたる祭り（出口町 夢ほたる公園） - 毎年6月。
- 神宮寺あじさい祭り（栗柄町） - 毎年6月。
- 上下あやめまつり（上下町）- 毎年6月。
- 夢吊橋サマーフェスタ（八田原ダム） - 毎年7月。
- カヌー教室（芦田川、主催：府中市B＆G海洋センター） - 毎年7月。
- 備後国府まつり（府中町） - 毎年7月に開催される夏祭り。花火大会やパレードが行なわれる。2012年までは「府中ドレミファフェスティバル」が開催されていた。
  - 備後国府奉納 手筒花火（一西手筒連） - 広島県内で唯一見ることができる手筒花火は。愛知県豊川市チームが来府して行われる。ゆるキャラ「いなりん」が会場に1度来たことがある（2017年[100]）。
- 鮎のつかみ取り（こどもの国ポムポム河川敷、2022年開始、主催：芦田川府中漁業協同組合） - 例年7月。対象：小学6年生以下。
- 三郎の滝フェスティバル（三郎丸町） - 例年7月。
- オオムラサキを自然に帰す集い（僧殿町） - 例年7月。
- 河佐峡フェスティバル（諸毛町） - 例年7月。
- 諸田のベジタブルなコンサート（サン・ステージ羽高湖） - 例年8月。
- 羽高湖湖畔フェスティバル（サン・ステージ羽高湖） - 9月か10月。
- ハッピーハロウィンin府中（府中町） - 例年10月。
- 上下かかしまつり（上下町） - 例年10月。
- ふれあいウォーキング（発着：お祭り広場 / 主催：ふれあいウォーキング実行委員会）2023年はRCC渕上沙紀アナウンサーがふれあいコースに参加。
- 府中学びフェスタ - 例年10月。
- 備後府中食博（お祭り広場） - 例年11月。
- 府中八幡紅葉まつり（出口町 府中八幡神社） - 例年11月。
- ごんぼう祭り（諸毛町 羽高湖） - 例年12月。

### 大会
- 府中市まちなかマラソン大会[101]（2021年11月28日から）
- 府中リレーマラソン in 羽高湖（1周1.3kmの羽高湖を20周）
- 府中市健脚大会（備後三川駅から府中市生涯学習センターTAMまでの27キロを歩く）
- 全日本EV＆ゼロハンカーレースin府中（2010年から）

過去の大会
- 府中市新春マラソン大会
- ドレミファマラソン

### イベント
- 府中ハンドメイドマツリ（会場：ジーベックホール / 主催：チロル）年2回開催
- ドローンフェス
  - 2019年1月19日 FPVドローンレース「JDRA TINYWHOOP JAPAN CUP」No.17 in 釈迦院
  - 2019年12月28日 FPVマイクドローンレース（道の駅びんご府中 イルミネーションステージ）
  - 2020年2月8日 第2回ドローン寺レース（釈迦院）
  - 2021年9月1日 オンラインレース「来年府中で会いま賞」カップ
  - 2022年8月21日 JAPAN DRONE LEAGUE 2022 Round5 in Fuchu（会場：府中市立第一中学校 / 主催：一般社団法人ジャパンドローンリーグ）
  - 2023年2月19日 ドローンフェス2023in府中
    - メイン会場：i-coreFUCHU（いこーれふちゅう）
    - マイクロドローンレース会場：釈迦院「釈迦院 無人航空祭 第3回ドローンレース」

  - 2023年9月17日 ドローンフェス2023in府中
    - メイン会場：TTCアリーナ 体育館前広場[102]
    - JAPAN DRONE LEAGUE 2023 Round5（会場：TTCアリーナ屋外多目的広場）[103]
    - 企業展示会（会場：TTCアリーナ）

  - 2024年3月10日 第4回ドローン寺レース（釈迦院）航空安全祈願祭 ドローンレース仏前奉納[104]
- 府中ボードゲーム会（会場：府中天満屋2階 i-coreFUCHU 多目的スペース）毎月第3土曜開催
- ふらっと上下ボードゲーム会（会場：ふらっと上下）
- Book Swap Bingo（不定期開催 ポムポム児童館、府中天満屋i-coreFUCHU、ピックライク公園）

過去のイベント
- B1グランプリ 関西・中国・四国支部大会（2014年3月21・22日）会場：府中学園・お祭り広場
- minpic（みんピク）（会場：みんなの公園 / 主催：府中まちなか繁盛隊→みんピク実行委員会 企画：NPO法人府中ノアンテナ）
- アマチュア横丁（会場：瀬川百貨店 / 主催：NPO法人アルバトロス）
- HAPPY SUNDAY MARKET（会場：道の駅びんご府中 / 主催：府中商工会議所青年部 事務局）2023年度 - 6月・8月・10月開催[105]

### 名物

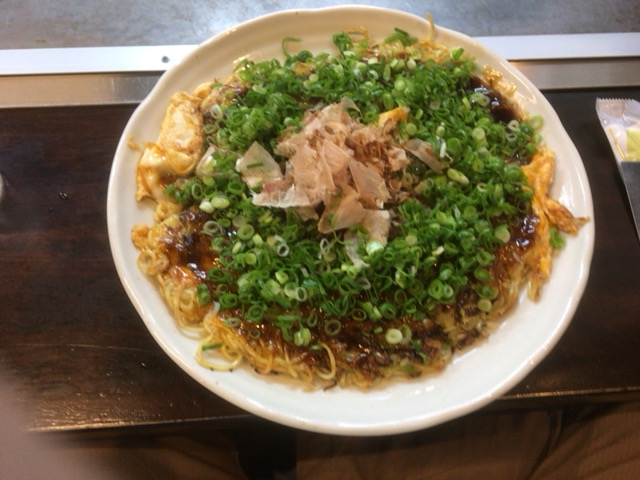
広島県府中市のB級グルメ 府中焼き

- 府中味噌 - およそ400年の歴史を持つ味噌。福山藩主が参勤交代で将軍・諸侯に献上したことで全国的に知られるようになったとされる[106]。市内に金光味噌（明治5年創業）、浅野味噌（明治37年創業）、本家中村屋（昭和21年）の老舗がある。
- 府中焼き - 豚バラ肉ではなくミンチ肉を使用したお好み焼き。町おこしの一環として、府中焼きフェスタなどのイベントを開催[107]。2010年10月「第1回広島てっぱんグランプリ」初代グランプリ受賞[108]。東京都千代田区神田小川町には、府中市の物産アンテナショップを兼ねた府中焼き店「NEKI／ネキ」が出店している[109]。

### デザインマンホール
- オオムラサキ・サツキ（カラーあり）
- アヤメ（カラーあり）
- 府中焼き（2023年7月11日設置）1枚のみ（カラーのみ）※マンホールカードが2023年12月15日から府中市観光協会（キテラス府中 府中町）で配布開始。

幻のデザインマンホール
日本一の石灯籠のデザインマンホールが府中市により発注された後に反対の声が出て設置中止となった。

## キャンプ場
- 羽高湖サン・スポーツランドand森林公園（諸毛町）
- 河佐峡キャンプ場（諸毛町）
- 矢野温泉公園 四季の里 もみじ谷園 キャンプ場（上下町字矢野）

## スポーツ
- スフィーダ備後府中FC
  - 2021年に（一社）備後府中スポーツクラブを設立し、2022年2月18日に府中市とNPO法人スフィーダ（スフィーダ世田谷FC）とで3者連携協定を結び、3年後の2025年になでしこリーグ2部入りを目指している[111]。備後府中TAM-S[112]を母体に再編成された。2022年度広島県女子サッカーリーグの最優秀選手がスフィーダ備後府中FCより選出された。2023年春より中国女子サッカーリーグへ昇格[113]。ホームグラウンドは2023年より、上下運動公園（上下町上下）人工芝グラウンド（JFAロングパイル人工芝公認ピッチ[91]）[114]。
  - 2023年12月15日、選手が府中警察署 一日警察署長の委嘱を受け、府中天満屋前で近隣の保育園の子ども達と一緒に特殊詐欺抑止のための啓発活動を行った[115]。
  - 2024年3月、スフィーダ備後府中FCメンバー2名が府中市内で高齢男性を救出、保護し、府中警察署から感謝状を贈呈された[116]。

## ゆるキャラ
- 備後国府PRマスコットキャラクター 国府まろ君 国府ひめちゃん（府中市教育委員会）
- 府中商工会議所 マスコットキャラクター うまくいくお（2010年[117]）（※名付け親 松坂敬太郎会頭[117]）
- 府中焼きマスコットキャラクター ミンチュー（2011年[118]、備後府中焼きを広める会）
- あやめちゃん（2012年[119]、上下高校美術部）
- 府中市立栗生小学校 クリティー・スクール イメージキャラクター クリッティー
- 府中警察署キャラクター いぶきくん さくらちゃん
- 府中市広報キャラクター 大夢楽咲煌（2024年）※市制70周年記念事業

過去のゆるキャラ
- こどもの国POMマスコットキャラクター ふっくん・ちゅうちゃん（旧・こどもの国POM）

## カード
ダムカード
- 八田原ダム（配布場所：中国地方整備局 八田原ダム管理所）平成19年作成、配布開始[120]。

駅カード（配布終了）
芸備線対策協議会、福塩線対策協議会、新見市鉄道利用促進協議会の3者が連携して、芸備線・福塩線全70駅の駅カードを製作された（配布期間：2021年10月から2022年3月）。
- 府中駅 Aセット（戸手～鵜飼の5駅）13高木駅 - 14鵜飼駅
- 府中駅 Bセット（府中～河佐の4駅）15府中駅 - 16下川辺駅 - 17中畑駅 - 18河佐駅
- 上下まんまる屋（上下駅）Bセット（備後安田～塩町の4駅）20備後矢野駅 - 21上下駅

駅カード発行記念 スタンプラリー - 開催期間に3エリア以上のシール・スタンプを集め応募すると、抽選で駅カードが収納できる特製カードフォルダをプレゼントされた。
マンホールカード
府中市では長らくマンホールカードの配布は行われたことはなかったが、令和5年12月15日に「マンホールカード」第21弾として「府中焼き」が配布開始される。配布場所は（一社）府中市観光協会（府中町 キテラス府中）。

## UMA
- ツチノコ（上下町） - 1988年に上下町で目撃情報があったことから、町に大勢のハンターが押し寄せたことがある[126]。ツチノコのうろこをイメージして1989年に作られ上下町名物となったのがパイ生地のまんじゅう「つちのこ饅頭」（風月堂）である[126]。
  - 1989年5月、上下町で捕獲賞金300万円の第1回ツチノコ探検が行われた[127]。
  - 1990年5月、上下町で捕獲賞金300万円の第2回ツチノコ探検が行われた

## 暴力団
- 府中市内には指定暴力団の本部はないが、五代目浅野組光定組が高木町に浅野組府中支部を置く。かつて、地元の篠原組が原田組を制し勢力を誇っていたが、浅野組が府中進出し浅野組桜井組長が府中支部長となった。その後、新市町に浅野組土井組が府中市・新市町をシマとする府中支部を置いたが土井組組長が死去したため、シマを浅野組千田組幹部だった光定組長が引き継いだのである。2023年現在の府中支部長は浅野組光定組若頭。[要出典]

## コード

### 市外局番
市外局番は0847（府中MA:市内局番40 - 69）となっている。同一市外局番の世羅町など（甲山MA:市内局番20 - 39）及び神石高原町（東城MA:市内局番80 - 99）は、MAが異なる（隣接区域）ため、市外局番 (0847) が必要である。
- 府中MAの該当区域
  - 福山市（新市地区）・府中市・三次市（甲奴地区）

### 郵便番号
郵便物の集配は、以下の局が行っている。2006年10月16日の再編に伴い、変更された。
- 府中郵便局:726-00xx、726-85xx、726-86xx、726-87xx、729-32xx[注 4]
- 上下郵便局:729-34xx
- 宇津戸郵便局（世羅町）:722-04xx

## 著名な出身者
五十音順で掲載。
- 青山五郎（青山商事創業者)
- 青山行雄（讀賣テレビ放送社長・名誉会長)
- Akira TAKAUE (アキラ・タカウエ) （建築写真家、ファインアートフォトグラファー）
- 有地好登（版画家）
- 安藤雅司（アニメーター）
- 市川洋（画家（可変絵画））
- 伊原春樹（元西武ライオンズ監督、元オリックス・ブルーウェーブ監督、元読売ジャイアンツヘッドコーチ、上下町出身）
- 今城國忠（彫刻家）
- 浦上豊（リョービ創業者）
- 岡田冨美子（作詞家）
- 岡田美知代（文学者、上下町出身）
- 小野文恵（NHKアナウンサー）
- 片岡光宏（元広島東洋カープ 投手→内野手、中日ドラゴンズ、大洋ホエールズ 内野手、宮崎ゴールデンゴールズ監督）
- 甲斐雅之　NHK交響楽団首席フルート奏者
- 角弥太郎（日立鉱山 第4代所長、日立製作所 取締役、木野山町出身）※角章の祖父。
- 後給鈴菜（モデル）
- 仙田信吾（株式会社サンフレッチェ広島 社長、上下町出身）
- 橘高香純（NHK高知放送局元契約キャスター、愛媛朝日テレビ元アナウンサー、広島テレビアナウンサー ストレイトニュース テレビ派）
- 栗本光明（プロ野球選手 投手）
- 小掛照二（陸上選手、陸上競技指導者、三段跳世界記録保持者、上下町出身）
- 高橋一三（元読売ジャイアンツ、日本ハムファイターズ 投手）
- 高橋美香 （フォトジャーナリスト、高木町出身）
- 田中卓志（アンガールズ、 お笑い芸人、上下町出身）
- 土井茂（映画監督、府中町出身）
- 萩田詩乃（山陰中央テレビジョン放送元アナウンサー、 笠岡放送アナウンサー）
- 林夏輝（俳優）
- 原田砂織（彫刻家）
- 臂美恵（仏教漫画家）
- ヒラノトシユキ（イラストレーター）
- 平幹二朗（俳優、上下町出身）
- 藤野昌言（明治時代の医師）
- 堀江賢治（プロ野球選手 内野手）
- 根来広光（プロ野球選手 捕手）
- 松本英彦（サックス奏者）
- 森友嵐士（T-BOLAN、ラジオパーソナリティ、シンガーソングライター）
- 安田義達（日本海軍軍人）
- 柳憂怜（俳優、たけし軍団）
- 山代巴（作家、栗柄町出身）
- 山根温子（安芸高田市議会議員 4期目）
- 渡部聖弥（プロ野球選手、埼玉西武ライオンズ 外野手・内野手）
- 渡辺礼次郎（プロ野球選手 内野手）

## 名誉市民
- 北川實夫（府中市名誉市民第1号）第2代・4代府中市長
- 浦上浩（府中市名誉市民第2号）リョービ相談役

## 特命大使

### 府中市ふるさと大使
- アンガールズ - 2015年（平成27年）4月24日に任命。当初任期は翌年3月末であったが、更新され2019年（令和元年）には就任5周年を迎えた[128]。2014年度（平成26年度）は市政施行60周年記念大使を務めた[129]。2024年に府中市の財政悪化により「府中市ふるさと大使」自体が廃止となる[62]。

### 府中ロマン親善大使
- 森友嵐士 - 2019年（令和元年）6月6日に委嘱[130]。

### 府中まちなか繁盛隊大使
- さいねい龍二（2024年1月就任[131]）[132][133]

## 府中市が登場する作品
小説
- 井伏鱒二『海揚り』（1981年、新潮社）

ロケ地
- 映画『大帝の剣』（2007年、監督：堤幸彦、主演：阿部寛）
- 映画『名医死す〜感染症と闘った藤野昌言物語〜』（2021年、監督：松村克弥、主演：濱津隆之）
- 映画『いちばん逢いたいひと』（2023年2月24日公開、監督：丈、主演：倉野尾成美）

## 府中市出身者がモデルの作品
- 映画『ある町の高い煙突』（2019年、監督：松村克弥）モデル：角弥太郎（芦品郡木野山村（現・府中市木野山町）出身） - 加屋淳平：渡辺大

## 広報番組

### 広報テレビ番組
- ひろおく便り（2016年 - 、広島テレビ 毎週月曜18:55-19:00） - 庄原市・府中市・世羅町・神石高原町の広報テレビ番組。

### 広報ラジオ番組
RCCラジオ 中国放送
- 『バリシャキNOW』→『まるっと日常ワイド えんまん。』府中に夢中！ 毎週月曜16時30分～16時45分のうち約5分

エフエムふくやま レディオBINGO 77.7MHz
- 毎月第2火曜『GO！GO！Bびんご～』こちら情報アンテナ「府中市政いきいきトーク」8時35分頃～ 約5分
- 毎月第4火曜『イブニングステーション』「イブ火掲示板」18時26分頃～ 約8分
- 毎週火曜『イブニングステーション』「広報ふちゅう 情報サラダ」 17時30分頃～ 約5分
- 毎月第1木曜『ラジオdeしあわせさんぽ』コムスタイル「今月の広報ふちゅうの表紙」9時20分～